# Cheilosia nannomorpha
Cheilosia nannomorpha är en tvåvingeart som beskrevs av Hull och Fluke 1950. Cheilosia nannomorpha ingår i släktet örtblomflugor, och familjen blomflugor.
Artens utbredningsområde är Colorado. Inga underarter finns listade i Catalogue of Life.